# Kadathanalu, Shrirangapattana
Kadathanalu là một làng thuộc tehsil Shrirangapattana, huyện Mandya, bang Karnataka, Ấn Độ.